# لارویک
لارویک (به لاتین: Larvik) یک سکونتگاه مسکونی در نروژ است که در وستفولد واقع شده‌است.

## خصوصیات
لارویک ۵۳۵ کیلومترمربع مساحت و ۴۲٬۶۳۷ نفر جمعیت دارد.

## خواهرخوانده
شهر آندورا خواهرخواندهٔ لارویک هست.